# Cerro Santa Isabel
Cerro Santa Isabel je název v současnosti neaktivního stratovulkánu, nacházejícího se v jihozápadní části departementu Potosí v BolíviI, asi 40 km severozápadně od argentinské hranice. Vrchol andezitově-dacitové sopky je tvořen četnými efuzívnymi centry. Doba poslední erupce není známa.